# Штуцер (оружие)
Шту́цер (от нем. Stutzen ← stutzen «обреза́ть коротко, укоротить») — нарезное дульнозарядное ружьё увеличенного калибра и сокращённой длины ствола в XVII—XIX веках, а также особая категория охотничьего оружия.

## Военный штуцер
Во второй половине XVII века для упрощения заряжания (см. ниже) нарезных дульнозарядных ружей (по терминологии того времени — винтовальных пищалей, или пищалей-винтовок) была сокращена длина ствола относительно стандартной, а для компенсации падения дульной энергии увеличен калибр. Получившийся тип оружия первоначально по причине своей дороговизны и нетехнологичности использовался почти исключительно в качестве охотничьего, также его могли использовать офицеры (в петровской армии с 1712 незначительным количеством штуцеров вооружали также гобоистов и, изредка, барабанщиков), но с удешевлением ближе к концу XVIII века стал появляться и на вооружении лёгкой пехоты (стрелков, егерей) многих европейских армий, действующей в рассыпном строю и редко вступающей в штыковой бой.
Во многих иностранных языках для его обозначения использовался более общий термин для любого нарезного ружья вне зависимости от калибра и длины ствола. Так, в английском языке такое оружие именовалось rifle, что в общем случае переводится как «винтовка», но применительно к периоду первой половины XIX века означает именно «штуцер». В частности, бельгийская копия английской «брюнсвикской винтовки» — brunswick rifle — была принята на вооружение в России как «литтихский штуцер».
К середине XIX века передовые армии имели в пехоте до трети стрелков, вооружённых такими винтовками-штуцерами. Благодаря наличию нарезов штуцеры обеспечивали во много раз лучшую меткость стрельбы, чем гладкоствольные ружья. Действительная дальность стрельбы из них была также намного больше — до 300 метров и более по сравнению со 100—150 метрами, бывшими предельной дистанцией для гладкостволок.

### Особенности заряжания нарезных дульнозарядных ружей
Недостатком штуцеров было то, что их скорострельность была изначально в несколько раз ниже, чем у гладкоствольных ружей, поскольку пулю приходилось досылать в ствол очень туго, на что уходило несколько минут.
Для заряжания штуцера на ствол крест-накрест укладывался так называемый «пластырь» (ленты из специальной ткани), иногда пулю просто заворачивали в ткань. Затем пулю приходилось вколачивать в ствол специальным молотком. Известно высказывание Наполеона о том, что смотреть на стрельбу штуцерников — сущее мучение. Низкая скорострельность и дороговизна штуцеров (вследствие сложности изготовления нарезных стволов) ограничивали их распространение. Поэтому примерно до 1840-х годов в армиях большинства крупных держав, в том числе России, штуцерами были вооружены лишь лучшие стрелки («штуцерные», «штуцерники»), некоторые специальные части (к примеру, в русской гвардии Лейб-гвардии Финский 3-й стрелковый батальон был полностью вооружён штуцерами), иногда — унтер-офицеры (хотя о высокой меткости нарезного оружия было известно очень давно и оно задолго до этого широко применялось охотниками и стрелками-целевиками, для которых длительная перезарядка не составляла существенной проблемы).
Проблема скорострельности нарезного дульнозарядного оружия была в значительной степени решена в середине XIX века с изобретением специальных пуль. Некоторые из них по форме совпадали с сечением канала ствола и при заряжании свободно входили в ствол. Другие были меньше по калибру, чем канал ствола, но при заряжании или при выстреле раздавались в стороны и обеспечивали плотное прилегание к стенкам ствола (обтюрацию). Самой совершенной из таких пуль стала пуля Минье. Она позволила довести скорострельность нарезного оружия до соответствующего показателя гладкоствольного.

### Переход к полному вооружению пехоты нарезным оружием
С появлением скорострельного нарезного оружия, стреляющего такими пулями, а также с общим развитием промышленности, появилась возможность дать нарезное оружие всей пехоте, а не только лучшим стрелкам. Для вооружения и лёгкой, и линейной пехоты нужен был единый образец, который сочетал бы качества прежних мушкетов-ружей и винтовок-штуцеров, — был бы достаточно длинным и тяжёлым для штыкового боя и при этом обеспечивал высокую дальность и меткость стрельбы. Видимо, первыми такой единый образец приняли в Швейцарии — федеральный штуцер модели 1851 года, всё ещё сравнительно компактный и лёгкий, но уже предназначенный для вооружения всей армии, а не только элитных стрелковых частей.
Это новое оружие первоначально получило в английском языке обозначение «нарезной мушкет» (англ. rifled musket), и быстро вытеснило прежние гладкоствольные мушкеты-ружья и нарезные винтовки-штуцеры. Впоследствии для этого оружия вновь был официально введён более короткий и удобный термин rifle. В русском языке то же оружие сначала получило аналогичное по смыслу название — «винтовальное [то есть, нарезное] ружьё», но в 1856 году, с введением нового винтовального ружья в русской армии, для него было введено новое обозначение — «винтовка», «понятное для всякого солдата и объясняющее ему главное начало, на котором основано успешное действие нарезного оружия».
Термин «штуцер» с тех пор в русской оружейной терминологии сохранился в употреблении лишь в отношении одной из категорий охотничьего оружия, так как с введением единого образца пехотной винтовки исчез сам тип военного оружия, называвшийся этим именем. Но, например, в швейцарской армии этот тип оружия сохранялся даже и после введения заряжания с казны, — например, на базе винтовки Веттерли образца 1869 года в 1871 был создан егерский штуцер, который имел немного укороченный ствол (промежуточный по длине между винтовкой и карабином), изменённую форму приклада и спусковой механизм со шнеллером рядом со спусковым крючком. Им были вооружены лучшие армейские стрелки. Имелись также штуцеры образца 1878 и 1881 годов. На базе принятой в 1889 году магазинной винтовки Schmidt-Rubin штуцеров уже не делали.

## Современный охотничий штуцер
Штуцерами (от нем. Bergstutzen) называют также охотничье нарезное оружие с «качающимися» стволами (переломное); как правило, штуцеры предназначены для охоты на крупного, крепкого на рану зверя с близкого расстояния.
Штуцеры обычно имеют два ствола, но бывают одноствольные и реже трёхствольные. Встречаются изредка и четырёхствольные штуцеры, но в таком оружии обычно стволы делаются разного калибра — например, два крупного, один среднего и один — малокалиберный. Стволы двуствольного штуцера могут, как и у обычного гладкоствольного охотничьего ружья, быть спаренными в вертикальной или горизонтальной плоскости. Это практически не влияет на меткость или иные стрелковые качества оружия и играет роль лишь в плане его внешнего вида. Впрочем, тяжёлые крупнокалиберные штуцеры, как правило, горизонтальные.
- Преимущество штуцера по сравнению с магазинным карабином — возможность быстро, не тратя времени на передёргивание затвора, сделать повторный выстрел. Не менее важна большая надёжность штуцера, так как в случае осечки при первом выстреле можно тут же, без задержки, выстрелить из второго ствола. Все эти качества очень важны при охоте на крупного зверя, когда порой секунды решают дело. Прочная конструкция позволяет использовать в штуцерах самые мощные охотничьи патроны.
- Недостатки штуцера (двух- или трёхствольного) — во-первых, гораздо худшая в сравнении с карабинами меткость. Спаянные в пакет стволы, как бы качественно они ни были сведены вместе, всё равно не могут бить чётко в одну точку. Поэтому штуцеры применяются обычно на дистанциях не больше 150 м. Это, впрочем, не относится к одноствольным штуцерам, которые по бою обычно несколько превосходят магазинные карабины. Во-вторых, если ёмкость магазина карабина может достигать 10 и более патронов, то стрелок из штуцера ограничен двумя, редко тремя. К недостаткам следует отнести и несколько больший вес штуцера, но это имеет значение только при ходовых охотах.

Этот комплекс преимуществ и недостатков предопределяет основное назначение штуцера как вида охотничьего оружия. Одноствольные штуцеры предназначены в основном для охоты в гористой местности, где стрельба происходит в основном с большого расстояния, и большой потребности в высокой скорострельности оружия нет. Двух- и трёхствольные штуцеры, напротив, обычно применяются для охоты на крупных и опасных зверей на сравнительно небольших дистанциях.
Большая часть охотничьих штуцеров делается под патроны крупного калибра. Наиболее распространённые в Европе и Северной Америке штуцерные калибры, рассчитанные на охоту на кабана, лося и медведя — 9,3×62, 9,3х74, но нередко встречаются штуцеры и меньшего калибра, под патроны 7,62 мм (.30-06 и т. д.).

### Африканский штуцер
Для охоты на крупных толстокожих или очень опасных зверей (т. н. «большая африканская пятёрка» — слон, носорог, лев, буйвол, леопард, а также бегемот, крупный крокодил и т. д.) существуют штуцеры больших калибров, которые часто выделяются в отдельную группу «африканских штуцеров». Это очень мощное и тяжёлое оружие под патроны .375 Н&Н Magnum, .416 Rigby, .470, .505 Gibbs, .577 и так далее. Вес африканского штуцера большого калибра бывает 5-7 кг, а отдача такова, что для стрельбы из такого оружия может потребоваться специальная подготовка.
Африканские штуцеры — самая дорогая категория охотничьего оружия. Они изготавливаются обычно по индивидуальному заказу мастерами известных фирм. Цена их крайне высока, она иногда превышает 100 тыс. долл. Вообще любой штуцер обычно стоит существенно дороже карабина такого же калибра.

## Stutzen
В современном немецком языке слово «штуцер» (Stutzen) обозначает охотничью винтовку для охоты в гористой местности с несколько укороченным стволом и деревянной ложей характерной формы, доходящей почти до дульного среза ствола, для его защиты при падении на камни. В отличие от оружия, называемого штуцерами в русскоязычной терминологии, затвор такого оружия имеет вполне традиционную конструкцию.